# Wendy Barrien Lawrence
Wendy Barrien Lawrence (* 2. Juli 1959 in Jacksonville, Florida) ist eine ehemalige US-amerikanische Astronautin.

## Leben
Lawrence wurde etwa 250 Kilometer nördlich des Kennedy Space Centers geboren. Sie ist die Tochter des bekannten US-Marine-Piloten William P. Lawrence, der im Dezember 2005 starb. Er war Testpilot, wurde während des Vietnamkrieges im Juni 1967 über Nordvietnam abgeschossen und blieb sechs Jahre in Gefangenschaft. Als die ersten Kandidaten für das amerikanische Raumfahrtprogramm Ende der 1950er-Jahre gesucht wurden, gehörte der spätere Vizeadmiral zu den aussichtsreichsten Kandidaten – er war unter den 32 letzten Bewerbern des Mercury-Programms. Ein Herzfehler ließ ihn scheitern. In dieser Zeit wurde Wendy geboren; sie wuchs mit der Raumfahrt auf: Die künftigen Astronauten John Glenn, Alan Shepard und Jim Lovell waren Freunde ihres Vaters. Zusammen mit ihrem Bruder und ihrer älteren Schwester Laurie spielte Wendy mit deren Kindern.
Wendy Lawrence verbrachte ihre Kindheit in Kalifornien, Tennessee und Virginia. 1977 hatte sie die Fort Hunt High School in Alexandria (Virginia) absolviert. Dann trat sie in die US-Navy ein und nahm ein meereskundliches Studium an der Marineakademie (USNA) in Maryland auf. (Die Klasse, die Wendy besuchte, war die erste in der Geschichte der USNA mit weiblichen Kadetten. Außerdem war ihr Vater zu dieser Zeit dort Dekan.) Während ihrer Studienzeit suchte sie als Ausgleich zum Lernen eine körperliche Herausforderung. Sie fing an, zu rudern und zu laufen. 1979 nahm sie sogar am – seit 1976 bestehenden und jährlich stattfindenden – „Marine Corps Marathon“ in Annapolis teil (ihre Zeit: 3 Stunden und 36 Minuten). Die Prüfung zum Bachelor legte sie 1981 ab.
Lawrence machte nach ihrem Bachelor ihren Flugschein in der Marine (mit Auszeichnung) und wurde im Sommer 1982 zur 6. Hubschrauber-Unterstützungsstaffel versetzt. Sie wäre viel lieber Jets geflogen, doch wegen ihrer geringen Körpergröße (nur 1,60 Meter) war ihr dieser Teil der Fliegerei verwehrt. Sie war eine der ersten beiden Pilotinnen, die im Rahmen dieses Auftrages lange Zeit im Indischen Ozean – auf einem Flugzeugträger – stationiert waren.
Im Anschluss an diesen Einsatz studierte Lawrence weiter Meerestechnik. Dazu schrieb sie sich an der bekannten Woods Hole Oceanographic Institution (WHOI) ein, die auf der Halbinsel Cape Cod (Massachusetts) angesiedelt ist und aufgrund eines Kooperationsvertrages mit dem Massachusetts Institute of Technology Studenten ausbildet. Das 1930 in der Siedlung Woods Hole gegründete Institut gehört zu den weltweit führenden meereskundlichen Forschungseinrichtungen. 1988 erwarb sie einen Master und leitete danach für zwei Jahre einen Suchtrupp in einem U-Boot-Abwehrgeschwader. Dann ging sie an ihre Alma Mater, die US-Marineakademie, als Lehrerin zurück. Bis zu ihrem Eintritt in die NASA unterrichtete sie Physik und Sport.

## Astronautentätigkeit
Wendy Lawrence wurde im März 1992 von der NASA zusammen mit 18 anderen Bewerbern als künftige Missionsspezialistin vorgestellt. Sie war die erste Hubschrauber-Pilotin, die erste Pilotin der US-Navy, sowie erste Absolventin der USNA, die je als Astronautin ausgewählt worden war. Im August 1992 begann das einjährige Basistraining. Danach arbeitete sie im so genannten Shuttle Avionics Integration Laboratory (SAIL) an der Software für die Hauptcomputer des Space Shuttles, bevor sie ab Januar 1994 für ihren ersten Shuttle-Flug trainierte.
Lawrence wurde im Januar 1994 für ihre erste Mission aufgestellt. STS-67, alias Astro-2, fand im März 1995 mit der Endeavour statt. Während der 16 Tage arbeitete die Crew im Zwei-Schicht-Betrieb. Lawrence leitete das Blaue Team und war in ihrer Schicht für die Navigation des Shuttle verantwortlich.
Ein halbes Jahr nach ihrem Debüt als Missionsspezialistin wurde Lawrence im September 1995 als Ersatzastronautin für ihren Kollegen John Blaha aufgestellt, der für einen Langzeitflug an Bord der sowjetischen Raumstation Mir im September 1996 vorgesehen war. Doch Mitte Oktober 1995, unmittelbar vor ihrer Abreise ins Sternenstädtchen – bereits seit Juni hatte sie Russisch gelernt –, hieß es aus Moskau, sie sei mit ihren 160 Zentimetern Körpergröße zu klein für die Standards der Sojus-Raumschiffe. Die Sojus-Raumschiffe sollten im Fall einer Havarie auf der Station zur schnellen Rückkehr zur Erde verwendet werden und nach den russischen Vorgaben sei sie um vier Zentimeter zu klein. Zur Begründung, warum wenige Tage nachdem Astronaut Scott Parazynski (er war wenige Zentimeter zu groß) nun auch Lawrence abgelehnt worden war, erklärte die NASA, die genauen Maße habe man zu spät erhalten.
Im April 1996 durfte sie dann doch nach Russland reisen, jedoch nicht, um sich für eine Mission vorzubereiten, sondern als neuer „Director of Operations in Russia (DOR)“. Die Aufgabe des DOR als offizieller Repräsentant der NASA im Shuttle-Mir-Programm war die Überwachung des Astronautentrainings sowie  um eventuell auftretende Probleme mit der russischen Seite zu klären. Bis zum Oktober 1996 war sie der sechste DOR insgesamt und die erste Frau auf diesem Rotationsposten.
Mitte August 1996 bekam Lawrence ihre zweite Chance auf einen Mir-Flug (die Russen hatten inzwischen die Konturensitze modifiziert): sie sollte im Jahr darauf mit dem Shuttle-Flug STS-86 zur russischen Raumstation Mir fliegen und vier Monate an Bord arbeiten. Im Januar 1998 sollte David Wolf sie dann ablösen, wozu es jedoch nicht mehr kam.
Ende Juni 1997 hatte ein Progress-Frachter die Mir-Station gerammt und die Station so schwer beschädigt, dass ein Modul aufgrund eines Lecks abgeschottet werden musste. Dieser Unfall machte umfangreiche Reparaturarbeiten von außen erforderlich. Da Lawrence kein EVA-Training absolviert und zudem zu klein für die bei diesem Einsatz verwendeten russischen Orlan-Raumanzüge war, wurde Ende Juli 1997 zunächst entschieden, sie beim geplanten Reparaturflug nicht mitzunehmen. Da jedoch ein dritter Astronaut zur aktiven Unterstützung der Reparaturen erforderlich war, sollte der Astronaut Wolf ihren Platz einnehmen. Wolf hatte sich genauso lange vorbereitet wie Lawrence und verfügte zudem noch über 150 Stunden EVA-Training im Wasserbecken der NASA. Dass Lawrence trotzdem als Missionsspezialistin an Bord von STS-86 im Herbst 1997 mit zur Mir flog, verdankte sie ihren sehr guten Kenntnissen der russischen Station, sowie ihrem Training in Russland.
Nur drei Wochen nach ihrer Rückkehr wurde Lawrence dann als Missionsspezialistin der Mission STS-91 für ihren dritten Raumflug nominiert. Der zehntägige Flug der Raumfähre Discovery im Juni 1998 war der neunte und letzte Kopplungsflug mit der russischen Raumstation Mir.

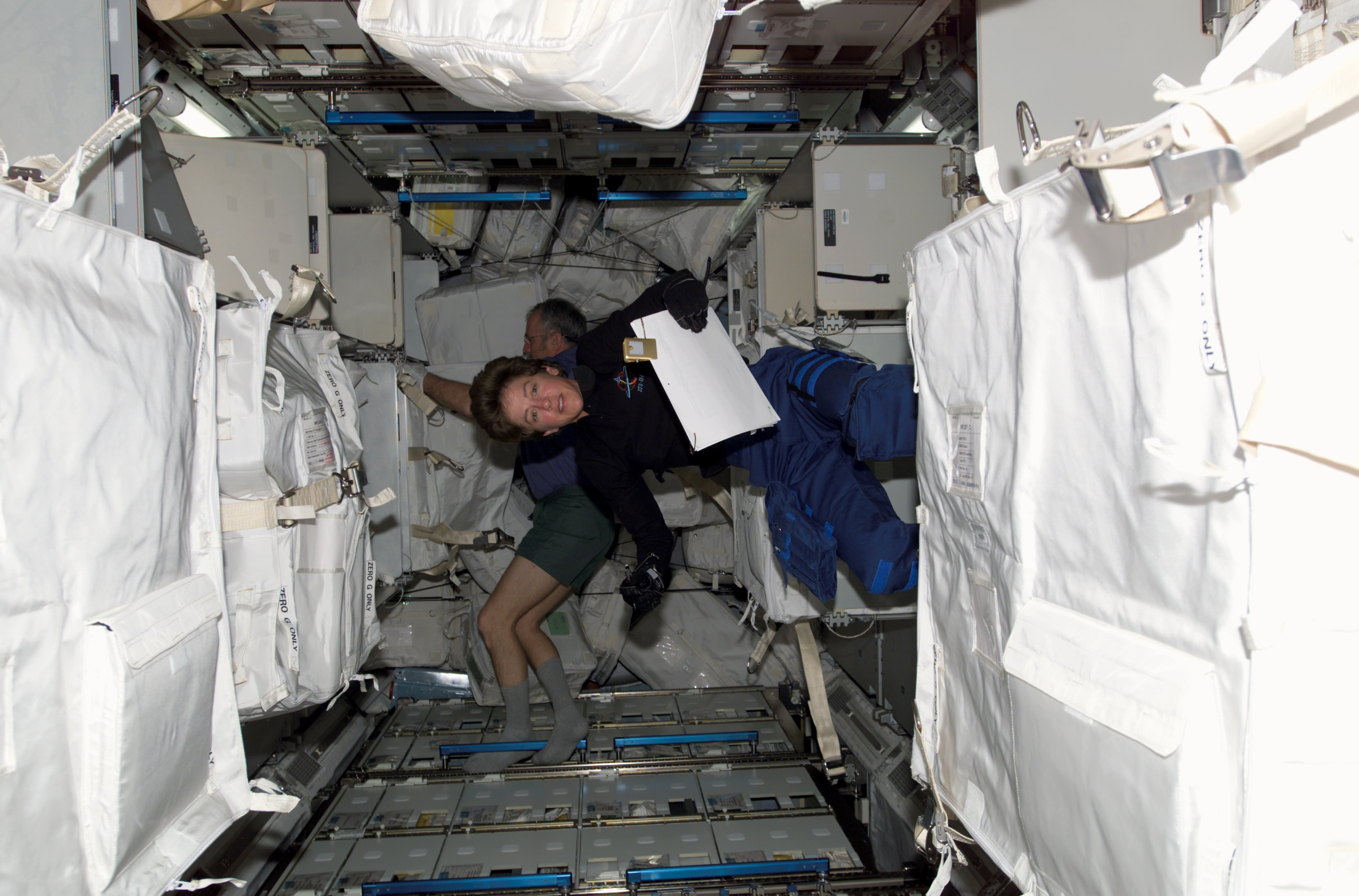
Die Astronauten Wendy Lawrence und Andrew Thomas im Raffaello-Modul während der Mission STS-114

Anfang November 2003 wurde Lawrence für den ersten Shuttle-Flug nach der Columbia-Katastrophe nominiert – die so genannte „Return-to-Flight“-Mission: Mit STS-114 steuerte nach mehr als zwei Jahren Unterbrechung wieder ein Space-Shuttle die Internationale Raumstation (ISS) an. Die siebenköpfige Besatzung brachte acht Tonnen Fracht zur ISS, wobei eine von Lawrence’s Hauptaufgabe in der logistischen Koordination lag.

## Nach der NASA
Lawrence verließ im Juni 2006 die NASA und arbeitet inzwischen beim Unternehmen Andrews Space, das zukünftige Raumfahrtsysteme entwirft. Lawrence ist dort im Bereich der bemannten Raumfahrt für die Sicherheit der Besatzung zuständig. Außerdem war sie an der Entwicklung der wiederverwendbaren Rakete Kistler K-1 beteiligt.

## Ehrungen und Privates
Lawrence trägt mehrere militärische Auszeichnungen, unter anderem die Defense Superior Service Medal und die Defense Meritorious Service Medal. 2019 erhielt Lawrence den U.S. Naval Academy Distinguished Graduate Award. Bei der Ehrung teile Lawrence mit, dass sie mit einer NASA-Wissenschaftlerin verheiratet sei. Das macht sie zur ersten Astronautin, die sich zu ihrer Homosexualität bekannte.